# 菊地素石
菊地 素石（きくち そせき、明治12年（1879年）3月‐没年不明）は明治時代の日本画家。

## 来歴
尾形月耕の門人。名は榮七。初号は年信といった。宮城県刈田郡宮村に生まれる。幼くして絵を好み、高森砕巌及び尾形月耕に師事、その画法を修め、さらに四条派の研究に及んだ。殊に人物、仏画に長じ、諸種の展覧会に作品を出品、高評を得た。帝国絵画協会、巽画会の会員であった。

## 作品
- 「地獄問答（一休と地獄太夫）」　絹本着色 桃投伸二コレクション
- 「宇治川先陣」 絹本着色
- 「兜」 紙本着色